# Paganismo anglo-saxão

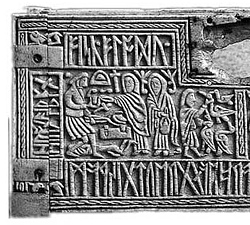
Metade direita de um painel frontal de um caixão do século VII (Urna de Franks), mostrando a lenda pan-germânica de Velando, o Ferreiro, que aparentemente também era parte da mitologia pagã anglo-saxônica

O paganismo anglo-saxão, às vezes denominado heathenry anglo-saxã, heathenismo anglo-saxão, religião pré-cristã anglo-saxã ou religião tradicional anglo-saxã, refere-se às crenças e práticas religiosas seguidas pelos anglo-saxões entre os séculos V e VIII, durante o período inicial da Inglaterra medieval. Como uma variante do paganismo germânico encontrada em grande parte do noroeste da Europa, abrangia uma variedade heterogênea de crenças e práticas de culto, com muita variação regional. Desenvolvido a partir da religião anterior da Idade do Ferro na Europa setentrional continental, foi introduzido na Grã-Bretanha após a migração anglo-saxônica em meados do século V, e permaneceu como o sistema de crença dominante na Inglaterra até a cristianização de seus reinos entre os séculos VII e VIII, com alguns aspectos gradualmente se misturando ao folclore. Os termos pejorativos paganismo e heathenism foram aplicados pela primeira vez a essa religião por anglo-saxões cristãos, e não parece que esses pagãos tivessem um nome para sua própria religião; tem havido, portanto, debate entre os estudiosos contemporâneos quanto à conveniência de continuar a descrever esses sistemas de crenças usando essa terminologia cristã. O conhecimento contemporâneo do paganismo anglo-saxão deriva em grande parte de três fontes: evidência textual produzida por anglo-saxões cristãos como Beda e Aldhelm, evidências de nomes de lugares e evidências arqueológicas de práticas de culto. Outras sugestões sobre a natureza do paganismo anglo-saxão foram desenvolvidas por meio de comparações com os sistemas de crenças pré-cristãs mais bem registrados de povos vizinhos, como os nórdicos.
O paganismo anglo-saxão era um sistema de crenças politeísta, focado em torno de uma crença em deidades conhecidas como ēse (singular ōs). A mais proeminente dessas divindades era provavelmente Wōden; outros deuses proeminentes incluíam Thunor (Þunor) e Tīw. Havia também uma crença em uma variedade de outras entidades sobrenaturais que habitavam a paisagem, incluindo elfos, nicor e dragões (chamados de wihta, no plural). A prática de culto girava em grande parte em torno de demonstrações de devoção, incluindo sacrifício de objetos inanimados e animais a essas divindades, particularmente em certas festas religiosas durante o ano. Há alguma evidência para a existência de templos de madeira, embora outros espaços de culto possam ter sido ao ar livre, e teriam incluído o culto de árvores e megálitos. Pouco se sabe sobre as concepções pagãs de vida após a morte, embora tais crenças provavelmente tenham influenciado práticas funerárias, nas quais os mortos foram ou inumados ou cremados, tipicamente com uma seleção de presentes fúnebres. O sistema de crenças também provavelmente incluía ideias sobre magia e bruxaria, e elementos que poderiam ser classificados como uma forma de xamanismo.
As divindades dessa religião forneceram a base para os nomes dos dias da semana no idioma inglês. O que se sabe sobre a religião e sua mitologia acompanhante influenciou desde então a literatura e o paganismo moderno.

## Definição
A palavra "pagão" é um termo latino usado pelos cristãos na Inglaterra anglo-saxã para designar os não-cristãos. Em inglês antigo, a língua vernácula da Inglaterra anglo-saxã, o termo equivalente era hæðen ("pagão"), uma palavra que era cognata do nórdico antigo heiðinn, ambas  que podem ser derivadas de uma palavra gótica, haiþno. Tanto pagão quanto heathen eram termos que carregavam nuances pejorativas, com hæðen também sendo usado em textos tardios anglo-saxões para se referir a criminosos e outros considerados como não tendo se comportado de acordo com os ensinamentos cristãos. O termo "paganismo" era usado pelos cristãos como uma forma de estranhamento, e como o arqueólogo Neil Price afirmou, no contexto anglo-saxão, "paganismo" é "em grande parte um conceito vazio definido pelo que não é (Cristianismo) ".
Não há evidências de que alguém que vive na Inglaterra anglo-saxônica se descreva como "pagão" ou entendido que existiu uma religião singular, o "paganismo", que era uma alternativa monolítica ao cristianismo. Esses sistemas de crença pagãos teriam sido inseparáveis de outros aspectos da vida diária. De acordo com os arqueólogos Martin Carver, Alex Sanmark e Sarah Semple, o paganismo anglo-saxão "não era uma religião com regras e instituições supra-regionais, mas um termo vago para uma variedade de cosmovisões intelectuais locais". Carver enfatizou que, na Inglaterra anglo-saxã, nem o paganismo nem o cristianismo representavam "posições intelectuais homogêneas ou cânones e práticas"; em vez disso, havia "considerável interdigitação" entre os dois. Como um fenômeno, este sistema de crenças não tinha nenhuma regra aparente ou consistência, e exibia variações regionais e cronológicas. O arqueólogo Aleks Pluskowski sugeriu que é possível falar de "múltiplos paganismos anglo-saxões".
Adotando a terminologia do sociólogo da religião Max Weber, a historiadora Marilyn Dunn descreveu o paganismo anglo-saxão como uma religião que "aceita o mundo", "preocupada com o aqui e agora" e em particular com questões que envolvem a segurança da família, prosperidade e evitar a seca ou a fome. Adotando também as categorias de Gustav Mensching, ela descreveu o paganismo anglo-saxão como uma "religião popular", na medida em que seus adeptos se concentravam na sobrevivência e prosperidade neste mundo.
Usar as expressões "paganismo" ou "heathenism" ao discutir sistemas de crenças pré-cristãs na Inglaterra anglo-saxã é problemático. Historicamente, muitos dos primeiros estudiosos do período anglo-saxão usaram esses termos para descrever as crenças religiosas na Inglaterra antes de sua conversão ao cristianismo no século VII. Vários estudiosos posteriores criticaram essa abordagem; como o historiador Ian S. Wood afirmou, usar o termo "pagão" ao discutir os anglo-saxãs força o estudioso a adotar "as construções culturais e juízos de valor dos missionários [cristãos] do início da Idade Média" e, portanto, obscurece entendimentos acadêmicos das próprias perspectivas dos assim-chamados pagãos. Atualmente, enquanto alguns anglo-saxonistas pararam de usar os termos "paganismo" ou "pagão" ao discutir o período anglo-saxão, outros continuaram a fazê-lo, considerando esses termos como um meio útil de designar algo que não é cristão, ainda que seja ainda identificadamente religioso. O historiador John Hines propôs "religião tradicional" como uma alternativa melhor, embora Carver tenha advertido contra isso, observando que a Grã-Bretanha do século V ao VIII estava repleta de novas ideias e, assim, os sistemas de crença daquele período não eram particularmente "tradicionais". O termo "religião pré-cristã" também foi usado; isso evita as conotações de julgamento de "paganismo" e "heathenism", mas nem sempre é cronologicamente exato.

## Evidência

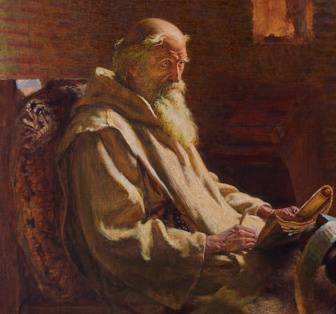
Beda, o monge cristão que registrou boa parte do que se sabe do paganismo anglo-saxão

A sociedade pré-cristã da Inglaterra anglo-saxã era iletrada. Assim, não há evidência escrita contemporânea produzida pelos próprios pagãos anglo-saxões. Em vez disso, nosso material de fonte textual primária deriva de autores posteriores, como Beda e o autor anônimo da Life of St Wilfrid, que escreveu em latim em vez de em inglês antigo. Esses escritores não estavam interessados em fornecer um retrato completo dos sistemas de crenças pré-cristãos dos anglo-saxões e, assim, nosso retrato textual dessas crenças religiosas é fragmentário e incidental. Talvez também sejam úteis os escritos daqueles missionários anglo-saxões cristãos que estavam ativos na conversão das sociedades pagãs da Europa continental, a saber, Vilibrordo e Bonifácio, bem como os registros do escritor romano Tácito, do século I, que comentaram as religiões pagãs dos antepassados dos anglo-saxões na Europa continental. O historiador Frank Stenton comentou que os textos disponíveis apenas nos proporcionam "uma impressão obscura" da religião pagã na Inglaterra anglo-saxã, enquanto similarmente, o arqueólogo David Wilson comentou que fontes escritas "deveriam ser tratadas com cautela e vistas como sugestivas e não definitivas".
Muito menos registros textuais discutem o paganismo anglo-saxão do que os sistemas de crenças pré-cristãos encontrados nas vizinhas Irlanda, Frância  ou Escandinávia.  Não existe um relato nítido e formalizado das crenças pagãs anglo-saxônicas, como, por exemplo, a mitologia clássica e a mitologia nórdica. Embora muitos estudiosos tenham usado a mitologia nórdica como guia para a compreensão das crenças da Inglaterra anglo-saxã pré-cristã, cautela foi expressa quanto à utilidade dessa abordagem. Como notou Stenton, a conexão entre paganismo anglo-saxão e escandinavo ocorreu "em um passado que já era remoto" na época da migração anglo-saxônica para a Grã-Bretanha. Além disso, havia clara diversidade entre os sistemas de crenças pré-cristãs da própria Escandinávia, complicando ainda mais o uso de material escandinavo para entender o da Inglaterra. Por outro lado, o historiador Brian Branston defendeu o uso de fontes nórdicas antigas para melhor entender as crenças pagãs anglo-saxãs, reconhecendo o que ele percebia como semelhanças mitológicas entre os dois, enraizadas em sua ancestralidade comum.
Os nomes de lugares em inglês antigo também fornecem algumas dicas sobre as crenças e práticas pré-cristãs da Inglaterra anglo-saxã. Alguns desses nomes de lugares fazem referência aos nomes de divindades específicas, enquanto outros usam termos que se referem a práticas de culto que ocorreram lá. Na Inglaterra, essas duas categorias permanecem separadas, ao contrário da Escandinávia, onde certos nomes de lugares exibem ambas as características. Os nomes de lugares que têm possíveis associações pagãs estão centralizados principalmente no centro e sudeste da Inglaterra, enquanto nenhum exemplo óbvio é conhecido da Nortúmbria ou da Ânglia Oriental. Não está claro por que esses nomes são mais raros ou inexistentes em certas partes do país; pode ser devido a mudanças na nomenclatura provocadas pelo assentamento escandinavo no período tardio anglo-saxão ou por causa dos esforços de evangelização pelas autoridades cristãs posteriores. Em 1941, Stenton sugeriu que "entre cinquenta e sessenta locais de culto pagão" poderiam ser identificados por meio das evidências do nome local, embora em 1961 a estudiosa de renome Margaret Gelling tenha advertido que apenas quarenta e cinco delas pareciam confiáveis. O especialista em literatura Philip A. Shaw, no entanto, alertou que muitos desses locais podem não ter sido nomeados por pagãos, mas por cristãos anglo-saxões posteriores, refletindo espaços que eram considerados pagãos de uma perspectiva cristã.

"Embora nossa compreensão da religião pré-cristã anglo-saxã em fontes escritas e de nomes de lugares seja parcial e esteja longe de ser completa, a arqueologia está começando a revelar mais."

— Arqueologista Martin Welch, 2011.
De acordo com Wilson, a evidência arqueológica é "prolífica e, portanto, é potencialmente a mais útil no estudo do paganismo" na Inglaterra anglo-saxã. Arqueologicamente, os domínios da religião, do ritual e da magia só podem ser identificados se afetarem a cultura material. Como tal, os entendimentos acadêmicos da religião pré-cristã na Inglaterra anglo-saxã dependem em grande parte de enterros ricos e edifícios monumentais, que exercem tanto um propósito político quanto religioso. Artigos de metalurgia descobertos por detectores de metal também contribuíram para a interpretação do paganismo anglo-saxão. As visões de mundo dos anglo-saxões pré-cristãos teriam tido efeito em todos os aspectos da vida cotidiana, tornando particularmente difícil para os estudiosos modernos separar as atividades rituais anglo-saxãs como algo distinto de outras áreas da vida cotidiana. Grande parte deste material arqueológico vem do período em que as crenças pagãs estavam sendo suplantadas pelo cristianismo, e, portanto, uma compreensão do paganismo anglo-saxão deve ser vista em conjunto com a arqueologia da conversão.
Com base nas evidências disponíveis, o historiador John Blair afirmou que a religião pré-cristã da Inglaterra anglo-saxã se assemelhava "à dos britânicos pagãos sob o domínio romano ... pelo menos em suas formas externas". No entanto, a arqueóloga Audrey Meaney concluiu que existe "muito pouca evidência indiscutível do paganismo anglo-saxão, e continuamos ignorantes de muitas de suas características essenciais de organização e filosofia". Da mesma forma, o especialista em inglês antigo Roy Page expressou a opinião de que a evidência sobrevivente era "muito escassa e muito dispersa" para permitir uma boa compreensão do paganismo anglo-saxão.

## Desenvolvimento histórico

### Chegada e estabelecimento
Durante a maior parte do quarto século, a Grã-Bretanha tinha sido maioritariamente parte do Império Romano, o qual tinha o cristianismo como sua religião oficial. No entanto, na Grã-Bretanha, o cristianismo provavelmente ainda era uma religião minoritária, restrita em grande parte aos centros urbanos e seus interiores. Embora tenha tido algum impacto no campo, aqui parece que os sistemas de crenças politeístas indígenas da Idade do Ferro continuaram a ser amplamente praticados. Algumas áreas, como as Marchas de Gales, a maioria do País de Gales (exceto Gwent), Lancashire e a península do sudoeste, são totalmente carentes de evidências para o cristianismo nesse período.
Bretões que se encontravam nas áreas hoje dominadas pelas elites anglo-saxãs possivelmente abraçaram a religião pagã dos anglo-saxões a fim de ajudar a sua auto-promoção, assim como adotaram outras artimanhas da cultura anglo-saxã. Isso teria sido mais fácil para aqueles bretões que, em vez de cristãos, continuassem a praticar sistemas de crenças politeístas indígenas, e em áreas que o politeísmo da Idade do Ferro Final poderia ter misturado sincreticamente com a religião anglo-saxã por vir. Por outro lado, há fraca evidência possível para a sobrevivência limitada do cristianismo romano no período anglo-saxão, como o topônimo ecclēs, que significa "igreja", em dois locais em Norfolk e Eccles em Kent. No entanto, Blair sugeriu que o cristianismo romano não teria experimentado mais do que uma "vida-fantasma" nas áreas anglo-saxãs. Aqueles bretões que continuaram a praticar o Cristianismo foram provavelmente vistos como cidadãos de segunda classe e provavelmente não tiveram grande impacto nos reis pagãos e na aristocracia que então enfatizavam a cultura anglo-saxã e se definiam contra a cultura britânica. Se os cristãos bretões pudessem converter qualquer um dos conquistadores da elite dos anglo-saxões, provavelmente seria apenas em pequena escala comunitária, com o cristianismo bretão tendo pouco impacto sobre o posterior estabelecimento do cristianismo anglo-saxão no século VII.
Os estudos anteriores tendiam a ver o paganismo anglo-saxão como um desenvolvimento de um paganismo germânico mais antigo. O acadêmico Michael Bintley alertou contra essa abordagem, observando que esse "'paganismo' germânico" nunca teve uma única forma primordial ou ur-form "a partir da qual variantes posteriores se desenvolveram".

### Conversão ao cristianismo
O paganismo anglo-saxão só existiu por um período relativamente curto, do século V ao VIII. Nosso conhecimento do processo de cristianização deriva de fontes textuais cristãs, uma vez que os pagãos eram iletrados. Em 596, o papa Gregório I ordenou que uma missão gregoriana fosse lançada para converter os anglo-saxões à denominação católica romana do cristianismo. O líder desta missão, Agostinho, provavelmente desembarcou em Thanet, então parte do Reino de Kent, no verão de 597. Enquanto o cristianismo foi inicialmente restrito a Kent, ele viu "expansão importante e sustentada" no período de c. 625 a 642, quando o rei de Kent, Eadbaldo, patrocinou uma missão aos nortúmbrios liderados por Paulino, o rei nortúmbrio Osvaldo convidou uma missão cristã dos monges irlandeses para se estabelecerem, e as cortes da Ânglia Oriental e do Gewisse foram convertidas pelos missionários continentais Félix o burgúndio e o Birino o italiano. A próxima fase da conversão ocorreu entre 653 e 664, e implicou a conversão patrocinada pela Nortúmbria dos governantes dos saxões orientais, anglos e mercianos. Na fase final da conversão, que ocorreu durante as décadas de 670 e 680, os dois últimos reinos anglo-saxões a serem conduzidos por governantes pagãos - em Sussex e na Ilha de Wight - viram seus líderes serem batizados.
Como em outras áreas da Europa, a conversão ao cristianismo foi facilitada pela aristocracia. Esses governantes podem ter se sentido membros de uma represa de costumes pagãos, em contraste com os reinos cristãos na Europa continental. O ritmo da conversão cristã variou em toda a Inglaterra anglo-saxã, levando quase 90 anos para que a conversão oficial tivesse sucesso. A maioria dos reinos anglo-saxões retornou ao paganismo por um tempo após a morte de seu primeiro rei convertido. No entanto, no final da década de 680, todos os povos anglo-saxões eram pelo menos nominalmente cristãos. Blair observou que, para a maioria dos anglo-saxões, os "imperativos morais e práticos" de seguir o próprio lorde convertendo-se ao cristianismo eram um "poderoso estímulo".
Ainda é difícil determinar até que ponto as crenças pré-cristãs mantiveram sua popularidade entre a população anglo-saxã a partir do século VII. O Penitencial de Theodore e as Leis de Wihtred de Kent, promulgadas em 695, impuseram penalidades àqueles que ofereciam oferendas a "demônios". No entanto, por duas ou três décadas depois, Bede poderia escrever como se o paganismo tivesse morrido na Inglaterra anglo-saxã. Condenações do culto pagão também não aparecem em outros cânones deste período posterior, novamente sugerindo que as figuras eclesiásticas não mais consideram o paganismo persistente como um problema.

### Incursões escandinavas
Nas últimas décadas do século IX, durante o período anglo-saxão tardio, os colonos escandinavos chegaram à Grã-Bretanha trazendo com eles suas próprias crenças pré-cristãs. Nenhum local de culto usado pelos pagãos escandinavos foi identificado arqueologicamente, embora os topônimos sugiram alguns exemplos possíveis. Por exemplo, Roseberry Topping em North Yorkshire era conhecida como Othensberg no século XII, um nome que deriva do nórdico antigo Óðinsberg, ou 'Colina de Óðin'. Vários nomes de lugares também contêm referências a entidades mitológicas dos antigos nórdicos, como álfr, skratii e troll. Um certo número de pingentes representando Mjolnir, o martelo do deus Thor, também foram encontrados na Inglaterra, refletindo a probabilidade de que ele fosse adorado entre a população anglo-escandinava. Jesch argumentou que, dado que havia apenas evidências para a adoração de Odin e Thor na Inglaterra anglo-escandinava, estas poderiam ter sido as únicas divindades a serem veneradas ativamente pelos colonos escandinavos, mesmo que estivessem cientes das histórias mitológicas que cercam outros deuses e deusas nórdicos. North, no entanto, argumentou que uma passagem no Poema Rúnico Anglo-Saxão, escrita no oitavo ou no nono século, pode refletir o conhecimento do deus escandinavo Týr.

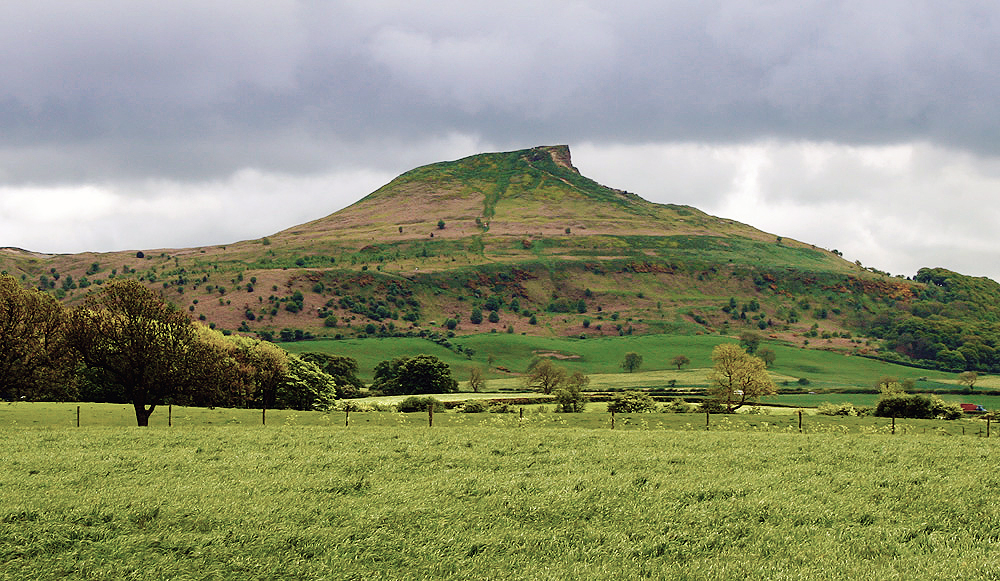
Elevado de Roseberry em Yorkshire, antigamente conhecido como a "Colina de Óðin"

Arqueologicamente, a introdução do paganismo nórdico à Grã-Bretanha nesse período é mais estudada nas evidências mortuárias. Também foram introduzidos vários estilos de enterro escandinavos mobiliados que diferiam dos cemitérios cristãos em igrejas então dominantes na Inglaterra anglo-saxã tardia. Se estes representam a identidade pagã clara ou não é discutido entretanto entre arqueologistas. Cenas mitológicas nórdicas também foram identificadas em várias esculturas de pedra do período, como a Cruz de Gosforth, que incluía imagens do Ragnarok.
A igreja inglesa se viu na necessidade de conduzir um novo processo de conversão para cristianizar essa população que chegava. Não é bem compreendido como as instituições cristãs converteram esses colonos escandinavos, em parte devido à falta de descrições textuais desse processo de conversão equivalente à descrição de Beda da conversão anglo-saxã anterior. No entanto, parece que os migrantes escandinavos haviam se convertido ao cristianismo nas primeiras décadas de sua chegada.
A historiadora Judith Jesch sugeriu que essas crenças sobreviveram ao longo da Inglaterra anglo-saxã tardia não na forma de uma religião não-cristã ativa, mas como "paganismo cultural", a aceitação de referências a mitos pré-cristãos em contextos culturais particulares dentro de uma sociedade oficialmente cristã. Tal "paganismo cultural" poderia representar uma referência ao patrimônio cultural da população escandinava em vez de sua herança religiosa. Por exemplo, muitos temas e motivos mitológicos nórdicos estão presentes na poesia composta para a corte de Cnut, o Grande, um rei anglo-escandinavo do século XI que havia sido batizado no cristianismo e que enfatizava sua identidade como monarca cristão.

### Influência folclórica
"A estrutura hierárquica pagã desintegrou-se rapidamente no século VII em face da organização sistemática do cristianismo. Mas as práticas populares eram onipresentes na vida cotidiana. O caráter animista da crença germânica antes da cristianização, com sua ênfase na natureza, cura holística e adoração em poços, árvores e pedras, significava que era difícil se contrapor em um nível institucional de religião organizada ... A síntese de cristãos e as ideias germânicas gradualmente transformaram essas práticas, sem dúvida a nível local ... Deste modo, o cristianismo penetrou finalmente nos lares e na vida cotidiana dos vários povos germânicos nos séculos após a chegada dos primeiros missionários."

— Historiadora Karen Louise Jolly, 1996.
Embora o cristianismo tivesse sido adotado em toda a Inglaterra anglo-saxã no final do século VII, muitos costumes pré-cristãos continuaram a ser praticados. Bintley argumentou que aspectos do paganismo anglo-saxão serviram de base para partes do cristianismo anglo-saxão. As crenças pré-cristãs afetaram o folclore do período anglo-saxão e, através disso, continuaram a exercer influência sobre a religião popular no período anglo-saxão tardio. A conversão não resultou na obliteração de tradições pré-cristãs, mas resultou em várias maneiras, criou uma síntese de tradições, como exibido, por exemplo, pela Urna de Franks, uma obra de arte que retrata tanto o mito pré-cristão de Velando, o Ferreiro quanto o mito cristão da Adoração dos Magos. Blair observou que, mesmo no final do século XI, "aspectos importantes do cristianismo secular ainda eram influenciados pelas práticas tradicionais indígenas".
Autoridades seculares e da igreja emitiram condenações de supostas práticas pagãs não-cristãs, como a veneração de poços, árvores e pedras, até o século XI e na alta Idade Média. No entanto, a maioria dos penitenciais condenando tais práticas - notavelmente aquele atribuído a Egberto de Iorque - foram amplamente produzidos por volta do ano 1000, o que pode sugerir que suas proibições contra o comportamento de culto não-cristão possam ser uma resposta às crenças pagãs nórdicas trazidas pelos escandinavos colonos, em vez de uma referência às práticas anglo-saxãs mais antigas. Vários estudiosos, entre eles o geógrafo histórico Della Hooke e Price, acreditam de forma contrária que estes refletem a prática contínua de veneração em poços e árvores em um nível popular muito depois da cristianização oficial da sociedade anglo-saxã.
Vários elementos do folclore inglês do período medieval foram interpretados como sobreviventes do paganismo anglo-saxão. Por exemplo, escrevendo na década de 1720, Henry Bourne declarou sua crença de que o costume de inverno da Lenha de Natal (Yule log, em inglês) era um resquício do paganismo anglo-saxão, no entanto esta é uma ideia que tem sido contestada por algumas pesquisas posteriores feitas pelo historiador Ronald Hutton, que acredita que só a Lenha de Natal foi introduzida na Inglaterra no século XVII por imigrantes que chegam da Flandres. A Dança com Chifre de Abbots Bromley (em inglês, Abbots Bromley Horn Dance) que é realizada anualmente na aldeia de Abbots Bromley em Staffordshire, também foi reivindicada, por alguns, como um remanescente do paganismo anglo-saxão. Os chifres usados na dança pertenciam a renas e foram datados do século XI, e acredita-se que tenham se originado na Noruega e tenham sido trazidos para a Inglaterra em algum momento do período medieval, já que naquela época as renas estavam extintas. Grã-Bretanha.

## Mitologia

### Cosmologia
Pouco se sabe sobre as crenças cosmológicas do paganismo anglo-saxão. Carver, Sanmark e Semple sugeriram que toda comunidade dentro da Inglaterra anglo-saxã provavelmente tinha "sua própria visão cosmológica", embora sugerisse que poderia ter havido "um sistema subjacente" amplamente compartilhado. O encantamento tardio anglo-saxão chamado Encantamento das Nove Ervas menciona sete mundos, que podem ser uma referência a uma crença cosmológica pagã anterior. Da mesma forma, Beda afirmou que o rei cristão Osvaldo de Nortúmbria derrotou um rival pagão em uma planície sagrada ou prado chamado Heavenfield (Hefenfelth), que pode ser uma referência a uma crença pagã em uma planície celestial. O conceito anglo-saxão correspondente ao destino foi wyrd, embora a natureza "pagã" desta concepção esteja sujeita a algum debate; Dorothy Whitelock sugeriu que era uma crença mantida somente após a cristianização, enquanto Branston afirmava que wyrd havia sido um conceito importante para os anglo-saxões pagãos. Ele sugeriu que era cognato do termo nórdico antigo Urðr e, portanto, estava ligado ao conceito de três irmãs, as Nornir, que supervisionam o destino na mitologia nórdica registrada. É possível que os anglo-saxões pré-cristãos acreditassem em um apocalipse que tinha semelhanças com o mito nórdico do Ragnarok.
Embora não tenhamos evidências que atestem diretamente a existência de tal crença, a possibilidade de que os anglo-saxões pré-cristãos acreditassem em uma árvore do mundo cosmológica também foi considerada. Tem sido sugerido que a ideia de uma árvore do mundo pode ser discernida através de certas referências no poema The Dream of the Rood. Essa ideia pode ser reforçada se for o caso, como argumentaram alguns estudiosos, já que o conceito de árvore do mundo derivou de uma sociedade indo-europeia pré-histórica e, portanto, pode ser encontrado em todas as sociedades descendentes dos indo-europeus. O historiador Clive Tolley advertiu que qualquer árvore do mundo anglo-saxônica provavelmente não seria diretamente comparável àquela referenciada em fontes textuais nórdicas.

### Divindades
"O mundo dos deuses anglo-saxões permanecerá para sempre um mistério para nós, existindo além do alcance da história escrita. Este mundo pagão situa-se num reino enigmático que é em muitos aspectos pré-histórico, um espaço imaginativo alienígena distante do nosso próprio universo intelectual. Situado dentro de um cosmo politeísta, obscurecido de nós por séculos de teologia cristã e racionalismo iluminista, podemos discernir a existência de um punhado de divindades em potencial, que, embora há muito tempo mortas, talvez tenham deixado sua marca nos nomes dos lugares, nas genealogias reais e nos relatos de monges proselitistas. Tais fontes levaram os estudiosos a montar um panteão para a Inglaterra medieval, povoada por figuras obscuras como Odim, Þunor, Tiw e Frig."

— Historidor Ethan Doyle White, 2014
O paganismo anglo-saxão era um sistema de crença politeísta, com seus praticantes acreditando em muitas divindades. No entanto, a maioria dos escritores anglo-saxões cristãos tinha pouco ou nenhum interesse pelos deuses pagãos e, portanto, não os discutiu em seus textos. As palavras do inglês antigo, idioma dos anglo-saxões, para um deus eram ēs e ōs, e elas podem ser refletidas em nomes de lugares como Easole ("O Cume de Deus") em Kent e Eisey ("Ilha de Deus") em Wiltshire.
A divindade para a qual temos mais evidência é Odim, já que "vestígios de seu culto são espalhados mais amplamente sobre a paisagem rural inglesa do que os de qualquer outra divindade pagã". Nomes de lugares contendo Wodnes- ou Wednes- como seu primeiro elemento foram interpretados como referências a Odim, como resultado seu nome é frequentemente visto como a base para nomes de lugares como Woodnesborough ("Montículo de Odim'") em Kent, Wansdyke ("Dique de Odim") em Wiltshire, e Wensley ("Clareira da Mata de Odim" ou "Floresta de Odim") em Derbyshire. O nome Odim também aparece como um ancestral das genealogias reais de Kent, Wessex, Ânglia Oriental e Mércia, resultando em sugestões de que, depois de perder seu status de deus durante o processo de cristianização, ele foi evemerizado como ancestral real. Odim também aparece como o líder da Caçada Selvagem, e ele é referido como um curandeiro mágico no Encantamento das Nove Ervas, diretamente paralelo ao papel de seu colega alemão Wodan nos Encantamentos de Merseburgo. Ele também é frequentemente interpretado como sendo cognato com o deus nórdico Óðinn e o alto alemão antigo Uuodan.
Tem sido sugerido que Odim também era conhecido como Grim – um nome que aparece em topônimos ingleses como Grimspound em Dartmoor e Grimes Graves em Norfolk – porque na mitologia nórdica registrada, o deus Óðinn também é conhecido como Grímnir. Destacando que há cerca de duas vezes mais topônimos com Grim na Inglaterra do que topônimos com Odim, a acadêmica Margaret Gelling alertou contra a visão de que Grim sempre esteve associado a Odim na Inglaterra anglo-saxã.
A segunda divindade mais difundida da Inglaterra anglo-saxã parece ser o deus Þunor (Thunor). Foi sugerido que o martelo e a suástica eram os símbolos do deus, representando os raios, e ambos os símbolos foram encontrados em túmulos anglo-saxões, sendo estes últimos comuns em urnas de cremação. Um grande número de topônimos em Thunor apresenta a palavra em inglês antigo lēah ("floresta", ou "clareira em uma floresta"), entre eles Thunderley e Thundersley em Essex. O nome da divindade também aparece em outros compostos, como em Thunderfield ("Campo Aberto de Thunor") em Surrey e Þunores hlæw ("Monte de Thunor") em Kent. Um terceiro deus anglo-saxão que é atestado é Tīw, que, como Tir, no Poema Rúnico Anglo-Saxão , é identificado com a estrela Polaris em vez de com uma divindade, embora tenha sido sugerido que Tīw era provavelmente uma divindade da guerra. Dunn sugeriu que Tīw poderia ter sido uma divindade criadora suprema que, no entanto, foi considerada distante. O nome Tīw foi identificado em nomes como Tuesley ("Floresta/Clareira na Floresta de Tīw") em Surrey, Tysoe ("Espigão do Monte de Tīw") em Warwickshire e Tyesmere ("Lagoa de Tīw") em Worcestershire. Tem sido sugerido que a runa "T" que aparece em algumas armas e urnas crematórias do período anglo-saxão pode ser uma referência a Tīw.
Talvez a divindade feminina mais proeminente no paganismo anglo-saxão foi Frīġ, no entanto, ainda há muito pouca evidência para o seu culto, embora tenha sido especulado que ela era "uma deusa do amor ou festa". Seu nome foi sugerido como um componente dos topônimos Frethern em Gloucestershire e Freefolk, Frobury e Froyle em Hampshire. Outra divindade anglo-saxã foi Frey, que é mencionada em ambos, The Dream of the Rood e um poema do monge Cædmon, em ambos os quais ele é comparado à figura cristã posterior Jesus Cristo, indicando que Frey foi talvez uma divindade sacrificial. A realeza de Essex reivindicou ser a linhagem de uma entidade conhecida como Seaxnēat, que poderia ter sido um deus, em parte porque um voto batismal do antigo saxão exorta o cristão a renunciar a "Thunaer, Uuoden e Saxnot". O poema rúnico menciona um deus conhecido como Ingui, provavelmente o mesmo que Frey, e o escritor Asser mencionou um deus conhecido como Ġēat. O monge cristão conhecido como o Venerável Beda também mencionou duas outras deusas em suas obras escritas; Ēostre, que foi celebrado em um festival de primavera, e Rheda (reconstruído como *Hrēðe), cujo nome significava "glória" ou "fúria".
Referências a ídolos podem ser encontradas em textos anglo-saxões. Não foram encontradas esculturas de madeira de figuras antropomórficas na área que outrora abrangia a Inglaterra anglo-saxã, comparável às encontradas na Escandinávia ou na Europa continental. Pode ser que tais esculturas fossem tipicamente feitas de madeira, que não sobreviveu no registro arqueológico. Várias imagens antropomórficas foram encontradas, principalmente em Kent e datadas da primeira metade do século VII, no entanto, identificá-las com qualquer divindade em particular não se mostrou possível. Uma figura masculina sentada aparece na tampa de uma urna de cremação descoberta em Spong Hill, em Norfolk, que foi interpretada como uma possível representação de Odim em um trono. Também encontramos em muitas urnas crematórias uma variedade de símbolos; destas, as suásticas foram por vezes interpretadas como símbolos associados a Thunor.

### Wihta
Muitos anglo-saxonistas também assumiram que o paganismo anglo-saxão era de base animista, acreditando em uma paisagem povoada por diferentes espíritos e outras entidades não-humanas, como elfos, anões e dragões, que seriam chamados de wihta (wiht no singular), que deu origem ao inglês moderno wight e é cognato do nórdico antigo vættr. O estudioso de literatura inglesa Richard North, por exemplo, descreveu-a como uma "religião natural baseada no animismo". Dunn sugeriu que, para os pagãos anglo-saxões, a maioria das interações cotidianas não teria sido com as principais divindades, mas com tais "seres sobrenaturais menores". Ela também sugeriu que essas entidades poderiam ter exibido semelhanças com crenças posteriores em fadas. Mais tarde, os textos anglo-saxões se referem a crenças em ælfe (elfos), que são retratadas como masculinas, mas que exibem traços transgressores e efeminados de gênero; estes homens podem também ter sido parte de antigas crenças pagãs. Vários topônimos em inglês antigo fazem referência a thyrs (gigantes) e draca (dragões). No entanto, tais nomes não surgiram necessariamente durante o período pagão da antiga Inglaterra anglo-saxã, mas poderiam ter se desenvolvido em uma data posterior.
A tabela abaixo resume as principais divindades anglo-saxãs de que se tem algum registro.

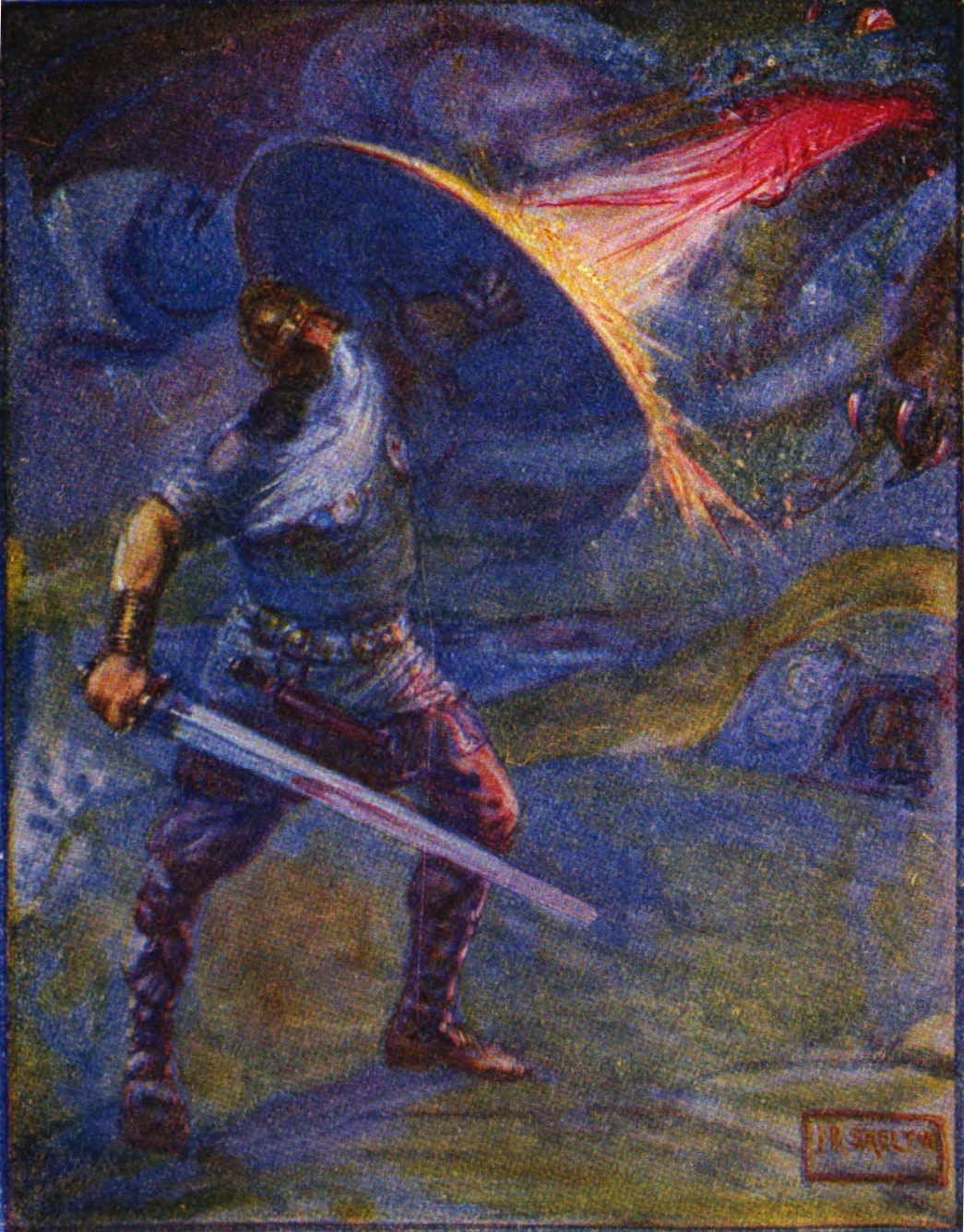
Uma representação de 1908 de Beowulf lutando contra o dragão, por J. R. Skelton

| Anglo-saxãs    | Alemãs antigas | Nórdicas         |
| -------------- | -------------- | ---------------- |
| Wōden          | Wodan/Wotan    | Odin             |
| Þunor (Thunor) | Donar          | Þórr (Thor)      |
| Tīw            | Zîu            | Týr              |
| Seaxnēat       | Saxnôte        | -                |
| Gēat           | Gausus         | Gautr            |
| *Frīġ          | Freja          | Frigg, Freyja    |
| Ēostre         | *Ôstara        | Talvez Idunn     |
| Ingui Frēa     | -              | Yngvi-Freyr      |
| Bældæġ         | Baldere        | Baldr            |
| Hama           | Heime          | Talvez Heimdallr |

### Lenda e poesia
Na Inglaterra anglo-saxã pré-cristã, lendas e outras histórias eram transmitidas oralmente em vez de serem escritas; é por esta razão que muito poucas restam hoje. Tanto em Beowulf quanto no Lamento de Deor há referências ao Velando mitológico, e essa figura também aparece na Urna de Franks. Além disso, há dois nomes de lugares registrados em cartas do século X que incluem o nome de Velando. As histórias mitológicas dessa entidade são melhor explicadas nas histórias nórdicas.
O único poema épico anglo-saxão sobrevivente é a história de Beowulf, conhecida apenas de um manuscrito sobrevivente que foi escrito pelo monge cristão Sepa em algum momento entre o século VIII e IX. A história que conta é ambientada não na Inglaterra, mas na Escandinávia, e gira em torno de um guerreiro chamado Beowulf que viaja para a Dinamarca para derrotar um monstro conhecido como Grendel, que está aterrorizando o reino de Rodogário (Hrōðgār) e, mais tarde, a mãe de Grendel. Depois disso, ele mais tarde se torna o rei de Terra dos Getas antes de finalmente morrer em batalha com um dragão. No século XVIII e no início do XIX, acreditava-se comumente que Beowulf não era um conto pagão anglo-saxão, mas um cristão escandinavo; não foi até o influente ensaio crítico Beowulf: The Monsters and the Critics, de J. R. R. Tolkien, proferido em 1936, que Beowulf foi estabelecido como um poema quintessencialmente inglês que, enquanto cristão, remontava a uma memória viva do paganismo. O poema se refere a práticas pagãs como enterros de cremação, mas também contém repetidas menções ao Deus cristão e referências a contos da mitologia bíblica, como a de Caim e Abel. Dada a natureza restrita do letramento na Inglaterra anglo-saxã, é provável que o autor do poema fosse um clérigo ou um associado do clero.
No entanto, alguns acadêmicos ainda mantêm reservas em aceitá-la como contendo informações relativas ao paganismo anglo-saxão, com Patrick Wormald observando que "vastas reservas de energia intelectual foram dedicadas a debulhar esse poema por grãos de crença pagã autêntica, mas deve ser admitido que a colheita foi magra. O poeta pode ter sabido que seus heróis eram pagãos, mas ele não sabia muito sobre o paganismo." Da mesma forma, Christine Fell declarou que, quando se tratava de paganismo, o poeta autor de Beowulf tinha "pouco mais do que uma vaga consciência do que foi feito 'naqueles dias'." Por outro lado, North argumentou que o poeta sabia mais sobre o paganismo que ele revelou no poema, sugerindo que isso poderia ser visto em parte na linguagem e referências.